# Norra Ålidhemsskolan
Norra Ålidhemsskolan är en skolbyggnad uppförd 1978 intill Ålidhems centrum i stadsdelen Ålidhem i Umeå, Sverige. Byggnaden huserar familjecentral samt fungerar som evakueringslokal vid renovering av andra skolor och förskolor i kommunen. Byggnadens nedre del är klädd i mörkbrunt tegel, och den övre i blått trä. På den norra sidan, som vetter mot Ålidhems centrum och Kulturhuset Klossen, är träfasaden också klädd med vita moln. Förutom huvudbyggnaden finns på andra sidan skolgården till söder även en gymnastiksal, i folkmun kallad Ålidhemshallen.

## Historik
Skolans tillkomst, ursprungligen som högstadium, var föremål för stor debatt och de så kallade Ålidhemskravallerna 1977, då många boende ville bevara en skogsdunge som lämnats på platsen och istället låta skolan byggas i anslutning till låg- och mellanstadieskolan i stadsdelen som då hette Ålidhemsskolan. När högstadieskolan byggdes övertog den namnet Ålidhemsskolan, samtidigt som låg- och mellanstadieskolan döptes om till Kolbäcksskolan. Mellan 1978 och 2010 huserade förutom högstadiet även stadsdelsbiblioteket i byggnaden.
År 2005 beslutade kommunen att, inte olikt önskemålet från boende 1977, bygga om Kolbäcksskolan till en F-9 skola. Biblioteket och fritidsgården skulle också integreras i och med renoveringen. Den ombyggda Kolbäcksskolan öppnade 2010 under samlingsepitetet Ålidhems kultur- och resurscentrum, innehållandes Ålidhemsbiblioteket, Ålidhems fritidsgård samt en F-9 skola som då tog över namnet Ålidhemsskolan. Skolbyggnaden från 1978 invid Ålidhems centrum kom under några år därefter att stå öde.
År 2014 beslutade Umeå kommun att renovera fastigheten för att fungera som evakueringslokal vid renoveringar av andra förskolor och skolor i kommunen. En familjecentral skulle också skapas i bibliotekets gamla lokaler genom att mödravårdscentral och barnavårdscentral flyttades från Ålidhems vårdcentral samt att öppen förskola flyttade från före detta Ålidhems fritidsgård. Den renoverade byggnaden, som interiört gjorts markant mycket ljusare, öppnade för de planerade verksamheterna 2016. Skolan gavs då det nya namnet Norra Ålidhemsskolan.

## Exteriör och interiör
Trots den omfattande ombyggnationen har byggnadens exteriör behållits i stor utsträckning för att bevara dess tidstypiska arkitektur. Invändigt har dock en ny planlösning införts, där moderna material och klara färger harmoniserar med det ursprungliga teglet.

## Ersättningslokaler
Norra Ålidhemsskolans skollokaler är utformade som ersättningslokaler för Umeå kommuns för- och grundskolor under deras renoveringsperioder. Denna flexibilitet har krävt en design som kan tillgodose en bred målgrupp.
Lokalerna är utrustade med specialanpassade salar för slöjd, hemkunskap, bild och naturorienterande ämnen (NO). Akustiken i klassrummen har optimerats i samråd med en akustiker, och klassrummen kan även användas för övernattning vid större idrottsevenemang.

## Tryggare toaletter
Ombyggnationen av skolans toaletter har inspirerats av förstudien “Hygienrum i skolor”, ett jämställdhetsprojekt. Toaletterna har placerats nära områden med hög aktivitet och vuxenarbetsplatser för att säkerställa vuxennärvaro och öka tryggheten. Förrum har skapats innan toaletterna för att undvika hörn utan insyn där mobbning kan förekomma.

## Energisnålt och hållbart
Umeå kommun har vid ombyggnationen av Norra Ålidhemsskolan fokuserat på att minska energiförbrukningen med 20 procent. Detta har uppnåtts genom ny takisolering, nya fönster samt ett nytt värme- och ventilationssystem. Byggnaden har även fått ett nytt yttertak och nya golv. De material som använts är miljövänliga och hållbara, vilket bidrar till byggnadens långsiktiga hållbarhet.